# Нож (филм из 1967)
Нож је југословенски криминалистички трилер филм са елементима мистерије снимљен 1967. који је режирао и написао Живорад Жика Митровић. Радња филма прати истрагу убиства популарног шлагер извођача Александра Киша (Зафир Хаџиманов у својој првој улози) од стране иследника Марка (Велимир Бата Живојиновић) и његовог помоћника (Љубиша Самарџић). Споредну поставу филма чине: Раде Марковић, Дара Чаленић, Весна Крајина и Мија Алексић.
Југословенска кинотека ће обновити овај филм у сарадњи са Центар филмом. Филм ћe бити приказан у оквиру европског пројекта „Сезона филмских класика“ 11. децембра 2025 године.